# Fontenay-de-Bossery

Fontenay-de-Bossery este o comună în departamentul Aube din nord-estul Franței. În 1 ianuarie 2022 avea o populație de 70 de locuitori.